# ХДИ арена
АВД арена је фудбалски стадион у немачком граду Хановер. До 2002. године стадион се звао Нидерсаксенстадион па га после купила немачка фирма АВД. Стадион је отворен 1954. 

## Историја
Раније име стадиона је био Стадион Нидерзаксен, а име је добио по покрајини чији је Хановер главни град. Изграђен је 1954. године, симболички у години када су Немци први пут освојили титулу шампиона света. Од 1959. на њему редовно игра локални лигаш.
Био је један од домаћина Светског шампионата 1974. године, а пред ово првенство детаљно је реконструисан. Реновирање је почело у марту 2003. године рушењем северне трибине, а завршено је у децембру 2004. године, знатно пре постављеног рока.
Комплетно градилиште је покривено, а део крова који наткриљује терен и простор у његовој близини сачињен је од фолије која пропушта ултраљубичасто зрачење, чиме се чува траванта подлога. Раније осветљење, базирано на 70 метара високим рефлекторима, замењено је кровним осветљењем са 150 изазова светлости. Врхунске технолошке могућности потврђују два екрана дугачка по 41 метар и аудио систем са 66 звучника.
Реконструкција стадиона коштала је 64 милиона евра, а 20 милиона је плаћено из буџета града, региона и покрајине. Спонзор стадиона је консултанска фирма АВД, по којој је назив стадиона